# جون ستيوارت (سياسي أسترالي مواليد 1876)
جون ستيوارت (بالإنجليزية: John Stewart)‏ هو نقابي وسياسي أسترالي، ولد في 1876 في Campbeltown ‏ في المملكة المتحدة، وتوفي في 8 أبريل 1957. نشط حزبياً في حزب العمال الأسترالي. وقد انتخب عضو المجلس التشريعي نيو ساوث ويلز (24 سبتمبر 1941 – 8 أبريل 1957).